# 红旗镇 (林甸县)
红旗镇，是中华人民共和国黑龙江省大庆市林甸县下辖的一个乡镇级行政单位。

## 行政区划
红旗镇下辖以下地区：
阳光村、永胜村、红光村、黄花岗村、先进村、先锋村、红旗村和银光牧场。